# Every Inch of You
"Every Inch of You" är en låt av det brittiska rockbandet The Darkness, skriven av Dan och Justin Hawkins. Detta var bandets första singel från dess tredje studioalbum Hot Cakes och också gruppens första singelutgivning på sex år. Låten gavs ut som digital nedladdning den 29 maj 2012 i USA och dagen därpå i Europa.

## Historia

### Bakgrund
Låten skrevs i början av 2000-talet, men fanns varken med på bandets debutalbum, Permission to Land eller uppföljaren One Way Ticket to Hell ...and Back. Första tanken med låten var att den skulle användas som ett intro till gruppens tredje studioalbum, Hot Cakes, då den bara hade en vers, men efter ett förslag från Bob Ezrin så utökades den till en "riktig låt".

### Live
Enligt bandets frontman Justin Hawkins och trummisen Ed Graham så användes Every Inch of You som öppningsnummer under gruppens konserter "runt 2001". Låten framfördes live för första gången sedan 2001 den 10 oktober 2011 på 100 Club i London, England. Låten fanns dock inte med på låtlistorna under gruppens efterföljande turnéer, i Storbritannien och Nordamerika, i slutet av 2011 och i början av 2012. Under gruppens Hot Cakes Tour, från och med i början av maj 2012, är Every Inch of You ordinarie under The Darkness konserter.

### Musikvideo
Låtens video börjar med att en kvinna som är fullt påklädd strippar till bara underkläderna under de första 50 sekunderna. Justin Hawkins syns sedan då han sjunger "suck my cock". Därefter visas texten till låten med en rad olika illustrationer, bland annats syns varje bandmedlems huvud. Kvinnan från början av låten syns sedan igen; denna gång i andra underkläder, återigen följt av illustrationer.